# Чалукья

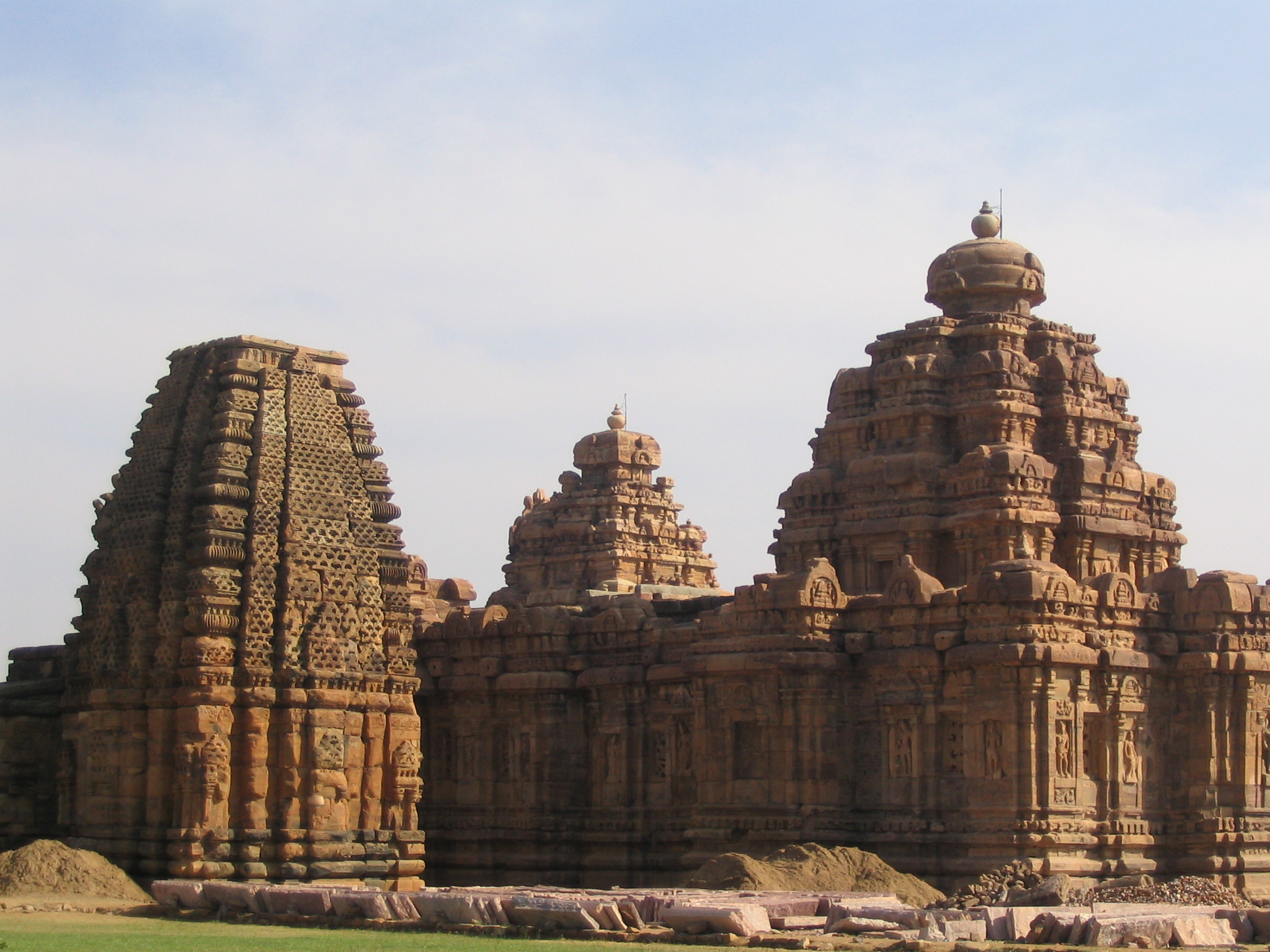
Храм эпохи Чалукья в Паттадакале.

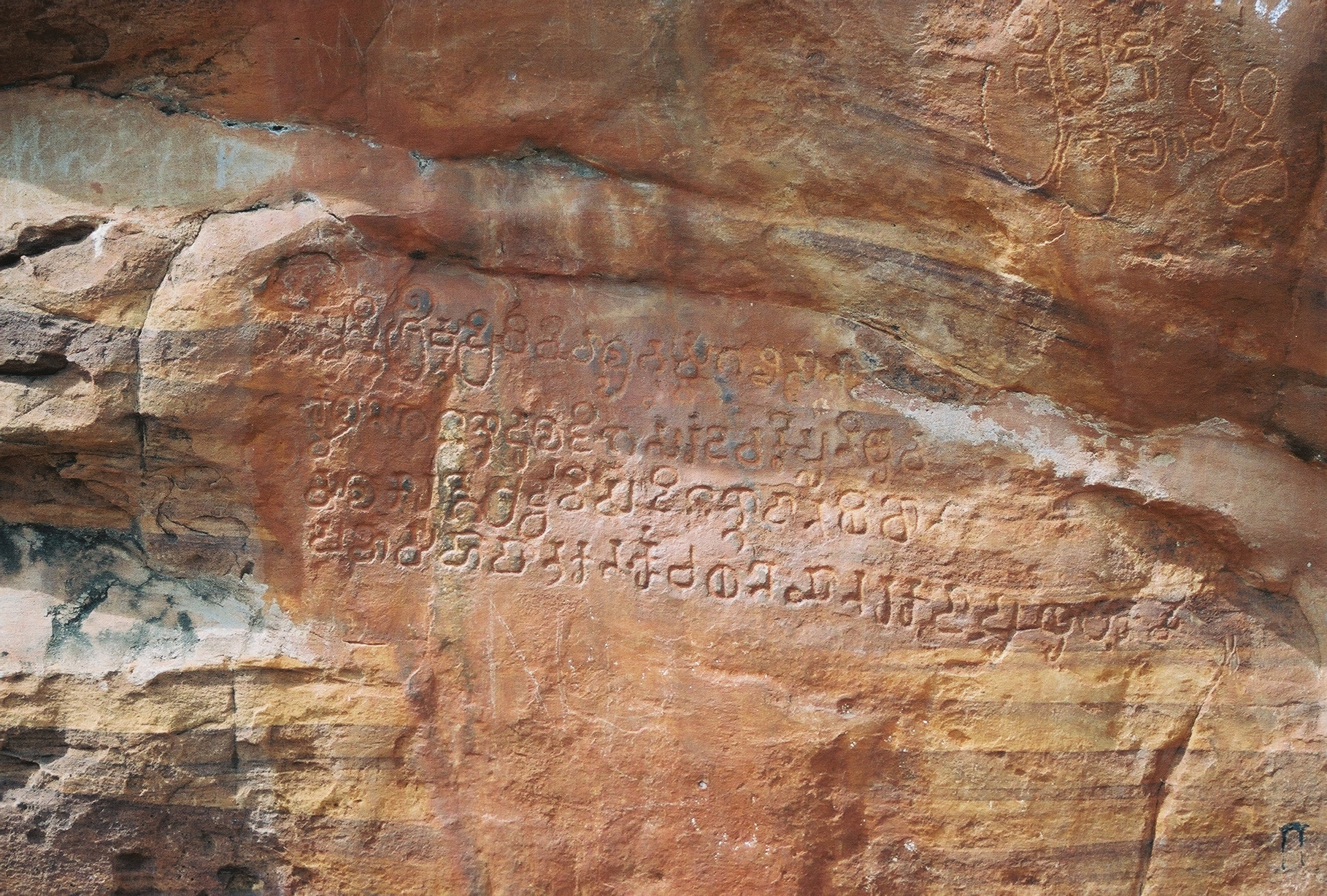
Старая надпись на каннада царя Чалукья Мангалеша от 578 года н. э. в храме пещеры Бадами № 3

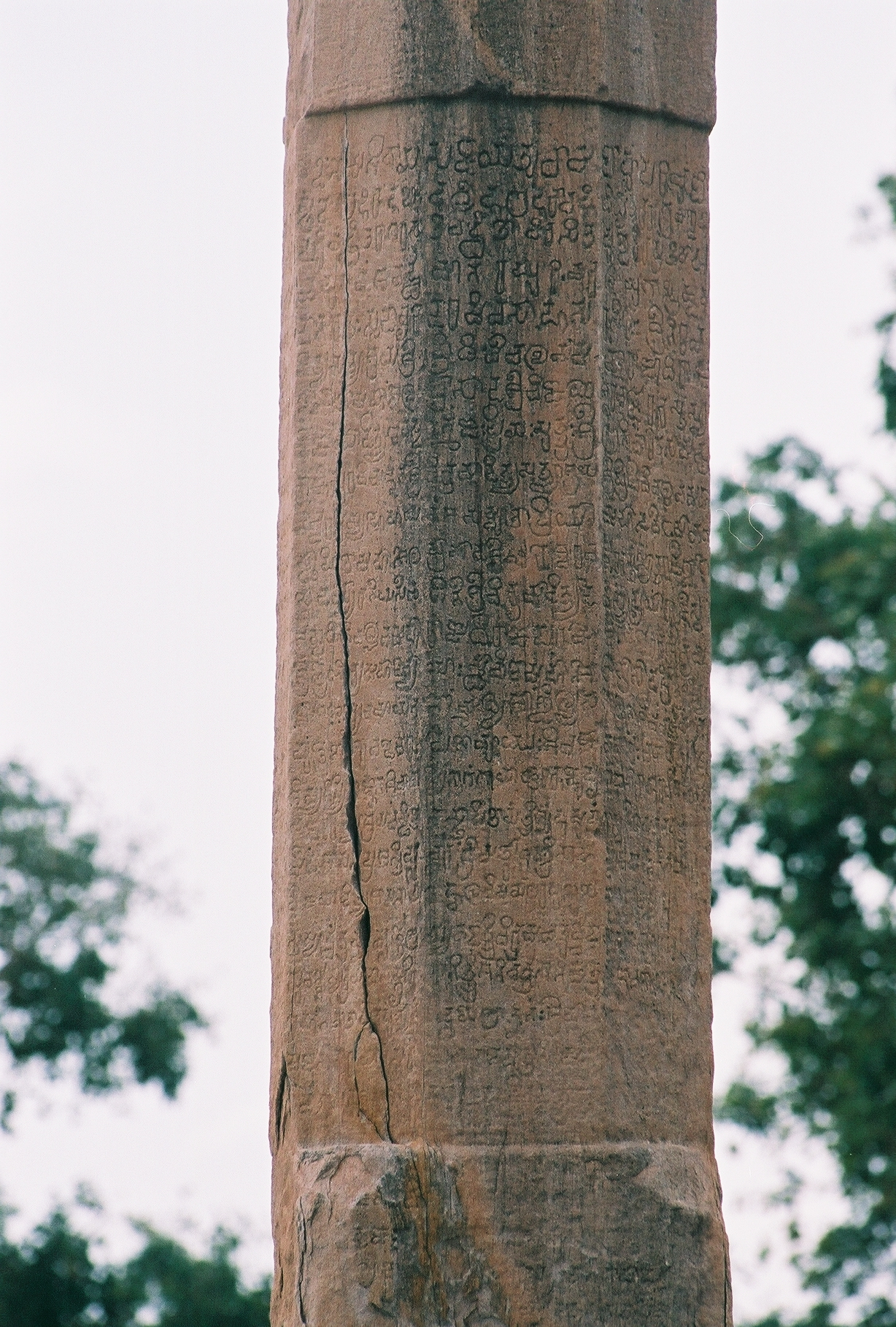
Старая надпись на каннаде на колонне победы, Храм Вирупакши, Паттадакал, 733—745 н. э.

Чалукья — четыре взаимосвязанные династии, которые господствовали в южных и центральных областях Деккана между реками Кавери и Нармада (преимущественно вокруг современного штата Карнатака) с VI по XII вв. Существует версия о гуджарском происхождении династии Чалукья
Принято различать ранних Чалукья (ок. 550—642), западных Чалукья (из Бадами или Ватапи, ок. 655—753), восточных Чалукья (из Венги, 615—1070) и поздних Чалукья (913—1187). Их основными соперниками и неприятелями были Раштракуты на западе и Паллавы на востоке Декана.
Правление Чалукья ознаменовалось расцветом литературы на языке каннада (дравидские языки) и масштабным храмовым строительством, сосредоточенным вокруг Паттадакала. Паттадакальские храмы VIII века признаны ЮНЕСКО памятником Всемирного наследия человечества.

## Династия Чалукья из Ватапи
- Джаясимха Валлабха, раджа Пайтхана 500—525
- Ранаранга, сын Джаясимхи Валлабхи, раджа Пайтхана 525—535
- Сатьяшрая Пулакешин I, сын Ранаранги, раджа Пайтхана 535—543, махараджа Кунталы 543—566
- Киртиварман I, сын Сатьяшрая Пулакешина I, махараджа Кунталы 566—597
- Мангалеша, сын Сатьяшрая Пулакешина I, махараджа Кунталы 597—609
- Сатьяшрая Пулакешин II, сын Киртивармана I, махараджа Кунталы 609—615, махараджадхираджа Кунталы 615—642
- Чандрадитья, сын Сатьяшрая Пулакешина II, махараджадхираджа Кунталы 642—648
- Адитьяварман, сын Сатьяшрая Пулакешина II, махараджадхираджа Кунталы 648—654
- Викрамадитья I Сатьяшрая, сын Сатьяшрая Пулакешина II, махараджадхираджа Кунталы 654—678
- Винаядитья I, сын Викрамадитьи I Сатьяшраи, махараджадхираджа Кунталы 678—696
- Виджаядитья Сатьяшрая, сын Винаядитьи I, махараджадхираджа Кунталы 696—733
- Викрамадитья II, сын Виджаядитья Сатьяшрая, махараджадхираджа Кунталы 733—744
- Киртиварман II, сын Викрамадитьи II, махараджадхираджа Кунталы 744—753
- Бхима I, сын Викрамадитьи II, махараджа Кальяни 744—?
- Киртиварман III, сын Бхимы I, махараджа Кальяни
- Тайлапа I, сын Киртивармана III, махараджа Кальяни
- Викрамадитья III, сын Тайлапы I, махараджа Кальяни
- Бхима II, сын Викрамадитьи III, махараджа Кальяни ?—920
- Аяна I, сын Бхимы II, махараджа Кальяни 920—950
- Викрамадитья IV, сын Аяны I, махараджа Кальяни 950—957
- Трайлокьямалла Тайлапа II, сын Викрамадитьи IV, махараджа Кальяни 957—973, махараджадхираджа Кунталы 973—997
- Сатьяшрая Иривабеданга Сахасабхима Акалаварша, сын Трайлокьямалла Тайлапы II, махараджадхираджа Кунталы 997—1008
- Викрамадитья V, внук Трайлокьямалла Тайлапы II, махараджадхираджа Кунталы 1008—1015
- Аяна II Аккадэви, внук Трайлокьямалла Тайлапы II, махараджадхираджа Кунталы 1015
- Джагадекамалла Джаясимха II, внук Трайлокьямалла Тайлапы II, махараджадхираджа Кунталы 1015—1042
- Трайлокьямалла Сомешвара I, сын Джагадекамалла Джаясимхи II, махараджадхираджа Кунталы 1042—1068
- Бхуванакамалла Сомешвара II, сын Трайлокьямалла Сомешвары I, махараджадхираджа Кунталы 1068—1077
- Трибхуванамалла Викрамадитья VI, сын Бхуванакамалла Сомешвары II, махараджадхираджа Кунталы 1077—1127
- Сомешвара III, сын Трибхуванамалла Викрамадитьи VI, махараджадхираджа Кунталы 1127—1135
- Джагадекамалла II, сын Сомешвары III, махараджадхираджа Кунталы 1135—1151
- Тайлапа III, сын Сомешвары III, махараджадхираджа Кунталы 1151—1164
- Джагадекамалла III, сын Тайлапы III, махараджадхираджа Кунталы 1164—1168
- Сомешвара IV, сын Тайлапы III, махараджадхираджа Кунталы 1168—1189, ум.1199

## Династия Западных Чалукья из Кальяни
- Тайла II (Тайлапа I) 973—997
- Сатьяшрая 997—1008
- Викрамадитья V 1008—1014
- Айяна II 1014—1015
- ДжаясимхаП (Джагадекамалла I) 1015—1042
- Сомешвара I Ахавамалла 1042—1068
- СомешвараП 1068—1076
- Викрамадитья VI Трибхувакамалла 1076—1127
- Сомешвара III 1127—1138
- Джагадекамалла II 1138—1151
- Тайла III 1151—1156
- Сомешвара IV 1156—1200

## Династия Восточных Чалукья из Венги
- Кубджа Вишнувардхана I, сын Киртивармана I, махараджа Венги 624—641
- Дхарашрая Джаясимха I Сарвасидхи, сын Кубджа Вишнувардханы I, махараджа Венги 641—673
- Шришрая Шиладитья Сарвасидхи, сын Дхарашрая Джаясимхи I Сарвасидхи, махараджа Венги 673—705
- Мангалараса, сын Дхарашрая Джаясимхи I Сарвасидхи, раджа Мангалапури, махараджа Венги
- Индра Бхаттарака, сын Кубджа Вишнувардханы I, махараджа Венги 673
- Вишнувардхана II, сын Индры Бхаттараки, махараджа Венги 673—682
- Манги Ювараджа, сын Вишнувардханы II, махараджа Венги 682—706
- Джаясимха II, сын Манги Ювараджи, махараджа Венги 706—718
- Коккала, сын Манги Ювараджи, махараджа Венги 718—719
- Вишнувардхана III, сын Манги Ювараджи, махараджа Венги 719—755
- Виджаядитья I, сын Вишнувардхана III, махараджа Венги 755—772
- Вишнувардхана IV, сын Виджаядитьи I, махараджа Венги 772—806
- Виджаядитья II Нарендрагрумраджа, сын Вишнувардханы IV, махараджа Венги 806—847
- Вишнувардхана V, сын Виджаядитьи II Нарендрагрумраджа, махараджа Венги 847—849
- Гунага Виджаядитья III, сын Вишнувардханы V, махараджа Венги 849—878, махараджадхираджа Венги 878—892
- Бхима I, внук Вишнувардханы V, махараджадхираджа Венги 892—921
- Виджаядитья IV, сын Бхимы I, махараджадхираджа Венги 921
- Амма I, сын Виджаядитьи IV, махараджадхираджа Венги 921—927
- Бета Виджаядитья V, сын Аммы I, махараджадхираджа Венги 927
- Тадапа, внук Вишнувардханы V, махараджадхираджа Венги 927
- Викрамадитья, сын Бхимы I, махараджадхираджа Венги 927—928
- Бхима II, сын Аммы I, махараджадхираджа Венги 928
- Юдхималла, сын Тадапы, махараджадхираджа Венги 928—935
- Бхима III, сын Виджаядитьи IV, махараджадхираджа Венги 935—947
- Амма II, сын Бхимы III, махараджадхираджа Венги 947—970, 970
- Бадапа, сын Юдхималлы, махараджадхираджа Венги 970
- Данарнава, сын Бхимы III, махараджадхираджа Венги 970—973
- Сактиварман I, сын Данарнавы, махараджадхираджа Венги 999—1011
- Вималадитья, сын Данарнавы, махараджадхираджа Венги 1011—1022
- Раджараджанарендра, сын Вималадитьи, махараджадхираджа Венги 1022—1031, 1035—1061
- Виджаядитья VI, сын Вималадитьи, махараджадхираджа Венги 1031—1035, 1061—1075
- Раджендра Кулоттунга I, внук Виджаядитьи VI, махараджадхираджа Венги 1061—1076, махараджадхираджа Чола 1070—1118
- Шантиварма, махараджадхираджа Венги 1076—1094